# Khopesh
Khopesh (ko-pešh è la pronuncia in inglese, ḫpš è il termine traslitterato dall'egizio) è il nome dato dagli antichi egizi ad un falcetto-spada (o "spada-falce") cananeo dei Sumeri, in realtà più simile ad un'ascia. È traslitterato anche nella forma Kopesh.

## Storia
Il khopesh venne inventato dai sumeri del III millennio a.C.: la più antica testimonianza è la raffigurazione dell'arma nella c.d. "Stele degli avvoltoi" relativa alle imprese del sovrano sumero Eannatum di Lagash. Si trattò, stando alle teorie più recenti, di un'innovazione dettata dal bisogno di ottenere un'arma capace di colpire con potenza di taglio ma priva dell'ingombro e del peso dell'ascia da battaglia. La soluzione a questo problema sarebbe stata ottenuta montando la lama a mezzaluna dell'ascia di bronzo su di un manico corto, ad una mano, ottenendo una nuova tipologia di arma a mano diversa dalla spada, a suo tempo evolutasi dal pugnale.
Impiegato nei numerosi conflitti tra le genti sumere di Canaan e gli antichi egizi, con il miglioramento delle relazioni commerciali tra i due popoli, ed il reciproco scambio di truppe mercenarie, il khopesh divenne arma d'ordinanza negli eserciti degli stessi Faraoni. È lecito supporre che fu introdotto in Egitto durante il secondo periodo intermedio dell'Egitto dagli invasori semiti Hyksos (v. XV dinastia egizia) e che divenne molto popolare durante il Nuovo Regno tanto che vari faraoni vennero raffigurati con il khopesh e lo vollero nei propri corredi funebri: a titolo di esempio, ne vennero rinvenuti due nel sarcofago di Tutankhamon.
Il khopesh cadde in disuso verso il 1300 a.C. ma, come le altre armi degli egizi, funse da modello per il successivo sviluppo delle armi in uso ai popoli dell'Africa sud-sahariana come il ngulu in uso alle popolazioni bantu del bacino del fiume Congo.

## Costruzione
Un tipico khopesh ha un'impugnatura lunga circa 18 cm, con la lama che si estende per circa 40 cm prima di incurvarsi e diventare affilato per una lunghezza variabile da 15 a 30 cm. La lunghezza è di circa 50/60 cm (ma ne esistono anche di dimensioni minori) e si compone di tre parti principali: l'elsa, una parte dritta non affilata ed infine la lama semicurva a forma di mezzaluna. Anche se alcuni esemplari sono notevolmente affilati molti altri, trovati in tombe di alto rango, non lo sono; molto probabilmente perché trattavasi di varianti cerimoniali.
Arma capace di infliggere danni di taglio di barra (un po' come il coltello) e non a pressione, come invece la scure, il khopesh è un'arma da fanteria utile tanto per colpire, quanto per strappare al nemico armi o scudo, grazie alla sua forma uncinata.